# Фиппсия
Фи́ппсия (лат. Phíppsia) — род многолетних травянистых растений семейства Злаки, или Мятликовые (Poaceae).
Род назван в честь британского ботаника и полярного исследователя Константина Джона Фиппса

## Ботаническое описание
Многолетние травянистые густодерновинные растения, голые и гладкие, 2—25 см высотой. Стебли восходящие. Влагалища замкнуты более чем на ¾ длины. Язычки перепончатые, 0,5—3 мм длиной. Листья линейные, обычно плоские, 0,8—3 мм шириной.
Колоски одноцветковые, мелкие, (1)1,2—1,5(2) мм длиной, собраны в сжатые или раскидистые метелки с тонкими веточками. Цветок обоеполый. Тычинок 1—2(3), пыльники 0,4—0,6 мм длиной. Зерновки свободные, плосковатые, 1,3—1,7 мм длиной; рубчик узкий, овальный.

## Таксономия
Род включает 3 вида:
- Phippsia algida (Sol.) R.Br. (1823) — Фиппсия холодолюбиваяtypus
- Phippsia concinna (Th.Fr.) Lindeb. (1898) — Фиппсия стройная
- Phippsia wilczekii Hack. (1909)